# Målfoto

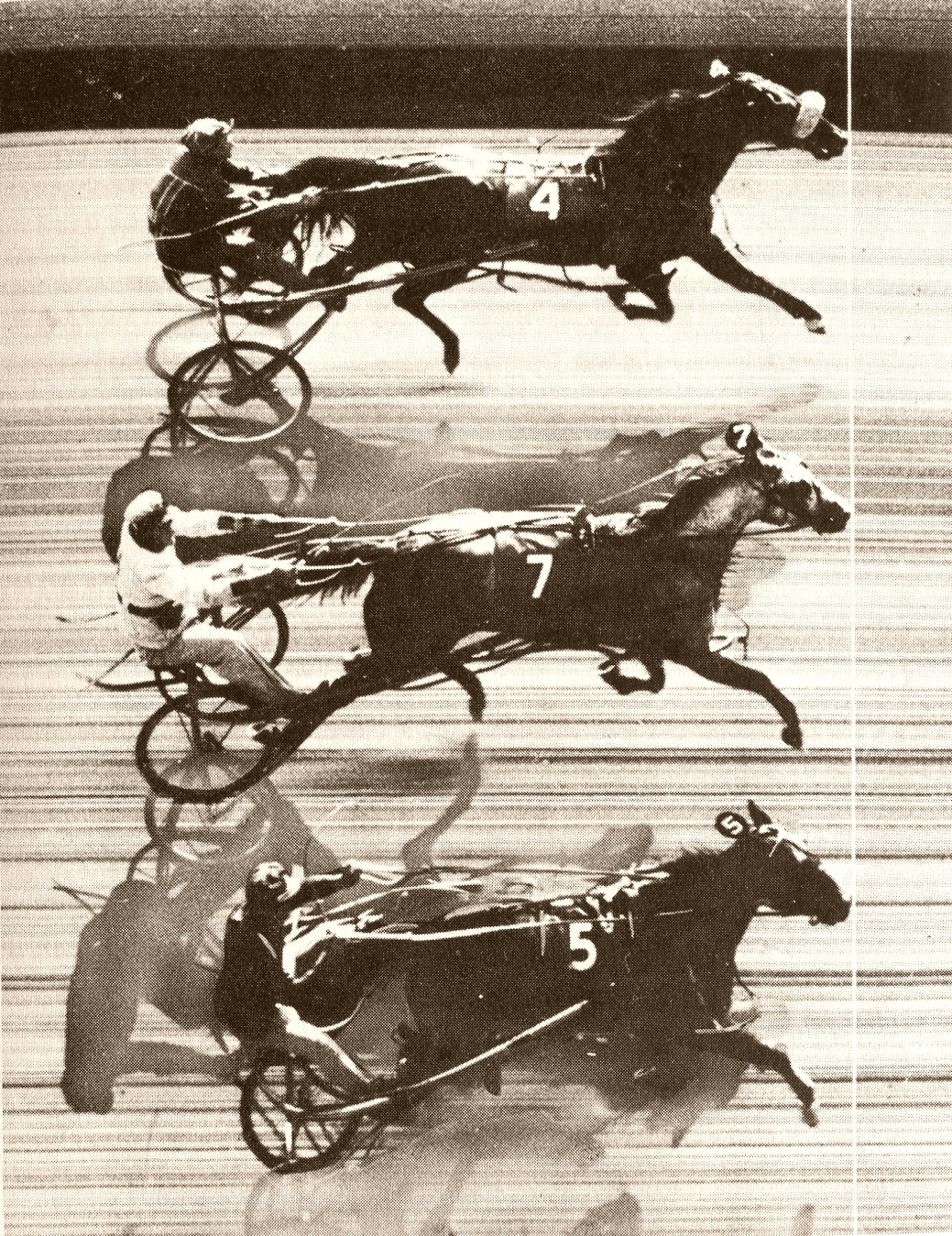
Ett målfoto som visar dött lopp mellan tre hästar vid ett travlopp på Freehold Raceway (USA) 1953.

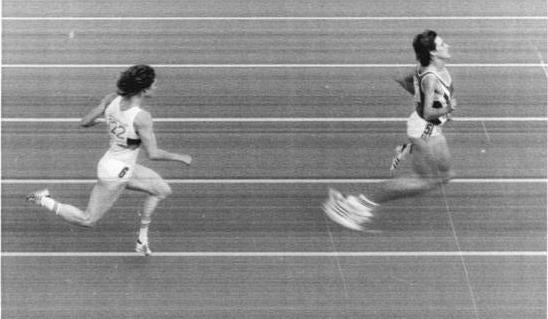
1987 400 meter häck: Sabine Busch 53,24s, Cornelia Ullrich 53,55s

Ett målfoto används inom idrott vid hastighetstävlingar, när två (eller flera) konkurrenter korsar mållinjen nästan samtidigt. När blotta ögat inte kan urskilja vem av konkurrenterna som passerade mållinjen först kan en fotoremsa, en serie av snabbutlösta fotografier, eller en video tagen vid mållinjen användas för en mer noggrann kontroll. Numera kan fotografierna vara digitala och bildhastigheten kan vara mycket hög (upp till 10 000 bilder per sekund). Till skillnad från ett filmbaserat foto finns det ingen fördröjning för att framkalla filmen och målfotot är tillgängligt omedelbart.
Idag används målfoto i nästan alla moderna hastighetssporter. Även om elektronisk utrustning används för att följa tävlande under ett lopp är ett foto det viktigaste beviset när vinnaren ska utses så snart det är jämnt vid målgång. Förutom att skilja mellan tävlande används målfoto alltid när ett världsrekord har slagits och ofta för att korrigera de slutliga officiella tiderna.
Inom friidrott måste loppen mätas ner till delar av en sekund. En uppsjö av elektroniska instrument används vid stora evenemang som världsmästerskap eller Olympiska Spel, för att ge tillförlitliga och exakta tider till åskådare och deltagare. 
Idag används fotoceller och digitala kameror för att fastställa slutställningen. I 100 m-lopp i friidrott kan ibland alla åtta tävlande vara inom halv sekund. Det är inte ovanligt att två löpare har exakt samma tid utan att man behöver döma till dött lopp.

## Historia
Det första målfotot togs 1881 vid en hästkapplöpning i Plainfield, New Jersey, USA, och när vadslagningen på hästar ökade under 1930- och 1940-talen började också målfoton att användas i ökad omfattning.
Tidiga kameror hade en horisontell slutare, så att de tävlande avbildades vid olika tidpunkt, beroende på hur långt från kameran (eller rättare sagt, hur högt upp på bilden) de var, och var alltså olika långt hunna vid själva fotoögonblicket. 1937 löste amerikanen Lorenzo del Riccio detta genom att använda en teknik som använts för fotografering av panoramor, men, i stället för att vrida kameran och låta den vertikala springan flytta sig, höll han kameran och springan stilla, riktade mot mållinjen, och lät hästarna passera medan han flyttade filmen. Härvid fick han en panoramaliknande bild, men det som avbildades var samma plats vid olika tidpunkter placerade intill varanda, i stället för utsikten i olika riktningar.

### Användning inom friidrott vid Olympiska Spel
Första gången som målfoto med en kamera av Riccios typ användes under OS var vid herrfinalen i löpning 100 meter 1948.
Men redan 1912 i Stockholm användes ett kamerasystem under herrarnas 1 500 meter. Vinnaren Arnold Jackson från Storbritannien, gick i mål på 3.56,80. Abel Kiviat och Norman Taber från USA kom en tiondels sekund efter, så nära varandra att det inte gick att skilja dem åt med blotta ögat. Ändå blev det inte ett dött lopp. När Jackson bröt mållinjen togs ett foto med en bälgkamera. Bilden visade tydligt att Kiviat var delar av en sekund före Taber. För första gången hade ett friidrottslopp avgjorts med målfoto.
Från 1928 användes vid OS en filmkamera som avbildade målområdet och en där stående kronometer (som startades av startpistolen) med en hastighet på över 24 bilder i sekunden , vid OS 1932 introducerades ett system med 128 bilder per sekund och vid OS 1936 filmades målområdet av två kameror som gav en stereobild för att förenkla avgörndet vid täta närstrider. Vid OS 1952 integrerades kronometrar med en noggrannhet på 1/100 sekund i målkamerorna och från och med OS 1964 var det målfoton och inte manuellt tagna tider som fastställde tiderna och inte bara placeringen.

## Modern teknologi

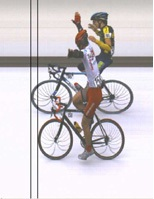
Målfoto i cykel. Jämför skillnaden i form på hjulen hos den bortre vinnande cyklisten som redan saktat in, med formen på hjulen hos den anstormande konkurrenten som inte hann fram. Notera också att den snabbast körande cykeln är kortare och titta på ekrarna i hjulen! Lägg också märke till att den vita mållinjen sträcker sig tvärs över hela bilden.

Dagens målfotokameror bygger på samma princip som Lorenzo del Riccio använde, en "panoramabild" uppbyggd av smala vertikala band avbildade under den tid som de tävlande passerar mållinjen, men, medan fotografisk film gav en kontinuerlig bild (nåväl, ner på nivån för emulsionens upplösning), ger dagens digitalkamerateknik en bild som är uppbyggd av diskreta vertikala linjer). Bilden föreställer alltså inte hur fältet såg ut när mållinjen bröts av vinnaren, utan utvecklingen i tid i det smala bandet just vid mållinjen. Skillnaderna i "panoramat" är alltså inte metriska avstånd, utan tid. I målfotobilden läggs därför en horisontell tidsskala in, och inte en avståndsskala, så att man kan direkt avläsa resultaten i tid för de olika deltagarna.
Medan man förr filmade genom en smal springa, läser man idag bara av en vertikal rad av CCD/CMOS-pixlar, vilket man kan göra med en hastighet av 10 000 pixel-breda linjer per sekund. Teoretiskt är det alltså möjligt att avgöra tidsskillnader ner till denna nivå, men i verkligheten krävs några stycken pixellinjer för att göra en säker bedömning.

### Effekter på bilden
Bildens bakgrund förändras inte under fotograferingen och därför ser man den stationära bakgrunden som horisontella streck tvärs över bilden. I fallet att bakgrunden består av en vitmålad mållinje, kommer därför hela bakgrunden längs mållinjen att te sig som ett brett vitt band.

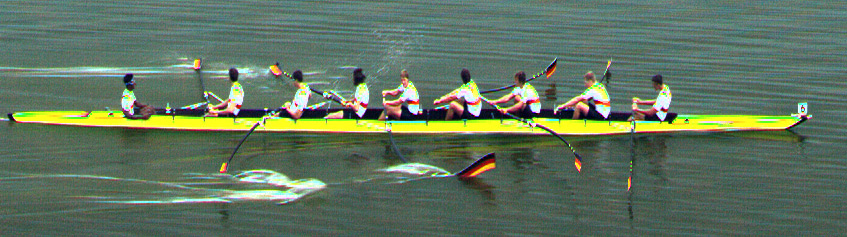
Målfoto i rodd med "gummiåror".

Tekniken ger också en del förvrängningar (även om man anpassar bildbredden till de passerande deltagarnas "normala" proportioner). Delar av föremålet som rör sig med en annan hastighet kommer att förvrängas, rör de sig fortare "komprimeras" de och rör de sig långsammare tänjs de ut på bilden (denna komprimering/uttänjning kan användas för att beräkna hastigheten om man känner föremålets längd). Även delar som rör sig i vertikalled kan förvrängas. Ett exempel är cykelhjul, där den övre delen rör sig dubbelt så fort framåt som cykeln i övrigt, medan den del som är i kontakt med marken inte rör sig alls. Härigenom ser hjulen ut att ha fullt av ekrar i övre halvan och endast ett fåtal i den undre. Ekrarna i den undre delen är dessutom tydligt krökta, beroende på deras höga vertikala förflyttningshastighet, i förhållande till den låga horisontella hastigheten. Ett annat exempel är årorna på en roddbåt, som ser ut att vara gjorda av gummi på grund av samma orsaker.

## Övrigt
Vid sommar-OS i London 2012 krävdes målfoto för första gången i ett triathlon-lopp. Efter 1,5 km simning 43 km cykling och 10 km löpning  skilde det någon tusendels sekund mellan Nicola Spirig från Schweiz och Lisa Nordén från Sverige. De bröt mållinjen synbarligen samtidigt på tiden 1.59,48, men Spirig tilldömdes guld med hjälp av målfoto och videoupptagningar. Sveriges Olympiska Kommitté lämnade in en protest och ansåg att guldet skulle delas. SOK ansåg att det på målfotot inte gick att se Spirigs bröstkorg, som är den kroppsdel som enligt reglerna ska mäta tiden vid målgång. Eftersom en kamera var ur funktion fanns endast ett foto från höger sida, vilket innebar att Nordén skymde Spirig så att det blev än svårare att avgöra vem som var först. En fungerande kamera från andra hållet hade förmodligen varit 100-procentigt avgörande. Protesten avslogs i CAS och Spirigs guld och Nordéns silver stod fast.
Utgående från målfotot från sjunde etappen av Tour de France 2017 dömdes Marcel Kittel som segrare före Edvald Boasson Hagen med en skillnad på 0,0003 sekunder, motsvarande ungefär sex millimeter vid en målgång i ungefär 70 km/h (efter drygt fem timmars cykling på 213,5 km väg).